# Округ Рапидс (Луизијана)
Рапидс (енгл. Rapides Parish) је округ у америчкој савезној држави Луизијана.

## Демографија
По попису из 2010. године број становника је 131.613, што је 5.276 (4,2%) становника више него 2000. године.
| Група             | 2000.          | 2010.          |
| Белци             | 83.059 (65,7%) | 81.623 (62,0%) |
| Афроамериканци    | 38.445 (30,4%) | 42.113 (32,0%) |
| Азијати           | 1.087 (0,9%)   | 1.559 (1,2%)   |
| Хиспаноамериканци | 1.739 (1,4%)   | 3.418 (2,6%)   |
| Укупно            | 126.337        | 131.613        |